# DirecTV

Logo platformy DirecTV

DirecTV – amerykańska platforma cyfrowa z siedzibą w El Segundo w Kalifornii.
Ma 18 milionów użytkowników. Jej głównymi konkurentami są sieci kablowe i platforma satelitarna Dish Network. Została uruchomiona 17 czerwca 1994 r. przez The DirecTV Group, należącego do Liberty Media. Od lipca 2015 roku, zależna od AT&T. Posiada własną sieć telewizyjną Audience Network i jako jedyna na amerykańskim rynku ma prawo do paczek sportowych NFL Sunday Tickets i NASCAR Hot Pass. Oferuje również kanały lokalne takich sieci jak CBS, ABC, NBC, Fox, The CW, ION, MyNetworkTV, PBS, Telemundo i trochę niezależnych stacji w 92% miejsc. Gdy nie ma w danym miejscu żadnej afirmacji CW, DirecTV retransmituje sygnał WDCW (Waszyngton) lub XETV (San Diego). Verizon i AT&T wykorzystują DirecTV do świadczenia usługi telewizji satelitarnej pod swoją marką.